# Spike in My Veins
«Spike in My Veins» — другий сингл американського ню-метал гурту Korn з одинадцятого студійного альбому The Paradigm Shift, виданий 6 лютого 2014 р.

## Подробиці
Пісню спочатку написали у співпраці з нідерландським електронним дуетом Noisia для проекту Джонатана Девіса, JDevil. Щодо пісні й відео, Джонатан Девіс заявив: «Ми всі настільки захоплені переглядом божевільних ТБ та інтернет-медій, які маніпулюють нами, змушуючи іґнорувати, те, що наша приватність майже повністю зникла».

## Відеокліп
Режисер: Девід Дінец. У кліп показано деякі скандальні моменти 2013 року: виступ Майлі Сайрус на MTV Video Music Awards, інтерв'ю міського голови Торонто Роба Форда (став відомим курінням креку), напад Каньє Веста на папараці тощо. Також містить кадри з Революції гідності в Україні.

## Список пісень
Цифрове завантаження
1. «Spike in My Veins» (album version) — 4:24

Фізичний носій
1. «Spike in My Veins» (album version) — 4:24
2. «Spike in My Veins» (instrumental) — 4:24

## Чартові позиції
| Чарт (2014)                          | Найвища позиція |
| ------------------------------------ | --------------- |
| US Alternative Songs (Billboard)     | 18              |
| US Mainstream Rock Songs (Billboard) | 5               |